# Motywy
Motywy – czasopismo Związku Harcerstwa Polskiego, ukazujące się od lat 50. XX wieku do 1989. Nosiło kilka podtytułów, m.in.: tygodnik społeczno-wychowawczy instruktorów ZHP i Ruchu Przyjaciół Harcerstwa, tygodnik ZHP dla instruktorów, wychowawców pozaszkolnych oraz organizatorów działań dzieci i młodzieży (1973), tygodnik społeczno-wychowawczy (1982).
W 1972 z „Motywami” połączono wydawane wcześniej odrębnie czasopisma dla instruktorów drużyn zuchowych „Zuchowe Wieści” i młodszoharcerskich – „Propozycje”.
Redaktorami naczelnymi pisma byli m.in. Piotr Rządca, Jan Stykowski, Jolanta Chełstowska, Piotr Łapa i Alina Leciejewska-Nosal.
Wydawcą czasopisma był początkowo Związek Harcerstwa Polskiego, a następnie koncern RSW „Prasa-Książka-Ruch”.
Jego kontynuacją był dwutygodnik, a obecnie miesięcznik „Czuwaj”.